# قائمة زوجات حكام أسرة محمد علي باشا

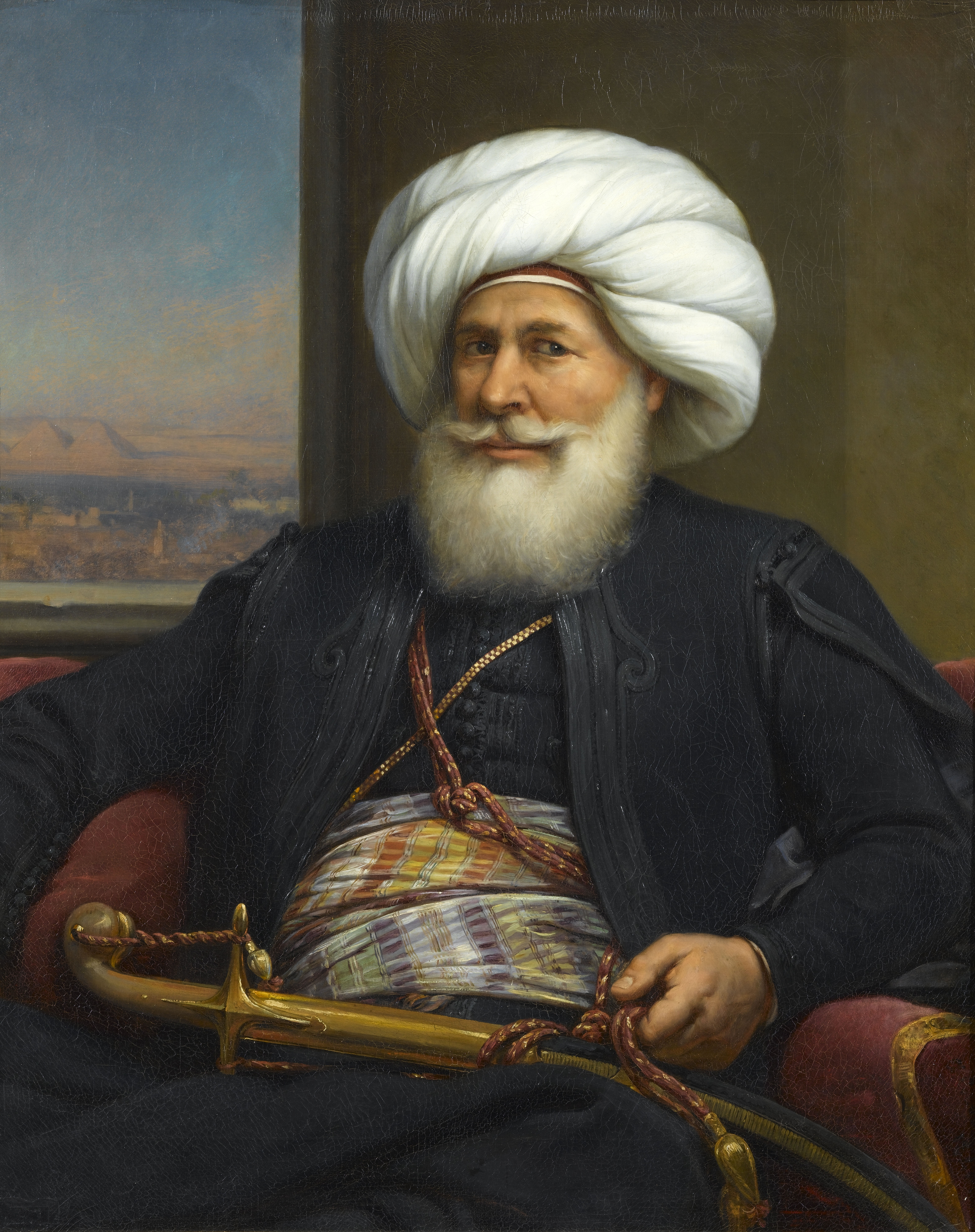
محمد علي باشا (1769-1849).

رسم لأمينة هانم بنت علي باشا المشهور بمصرلي وزوجة محمد علي باشا

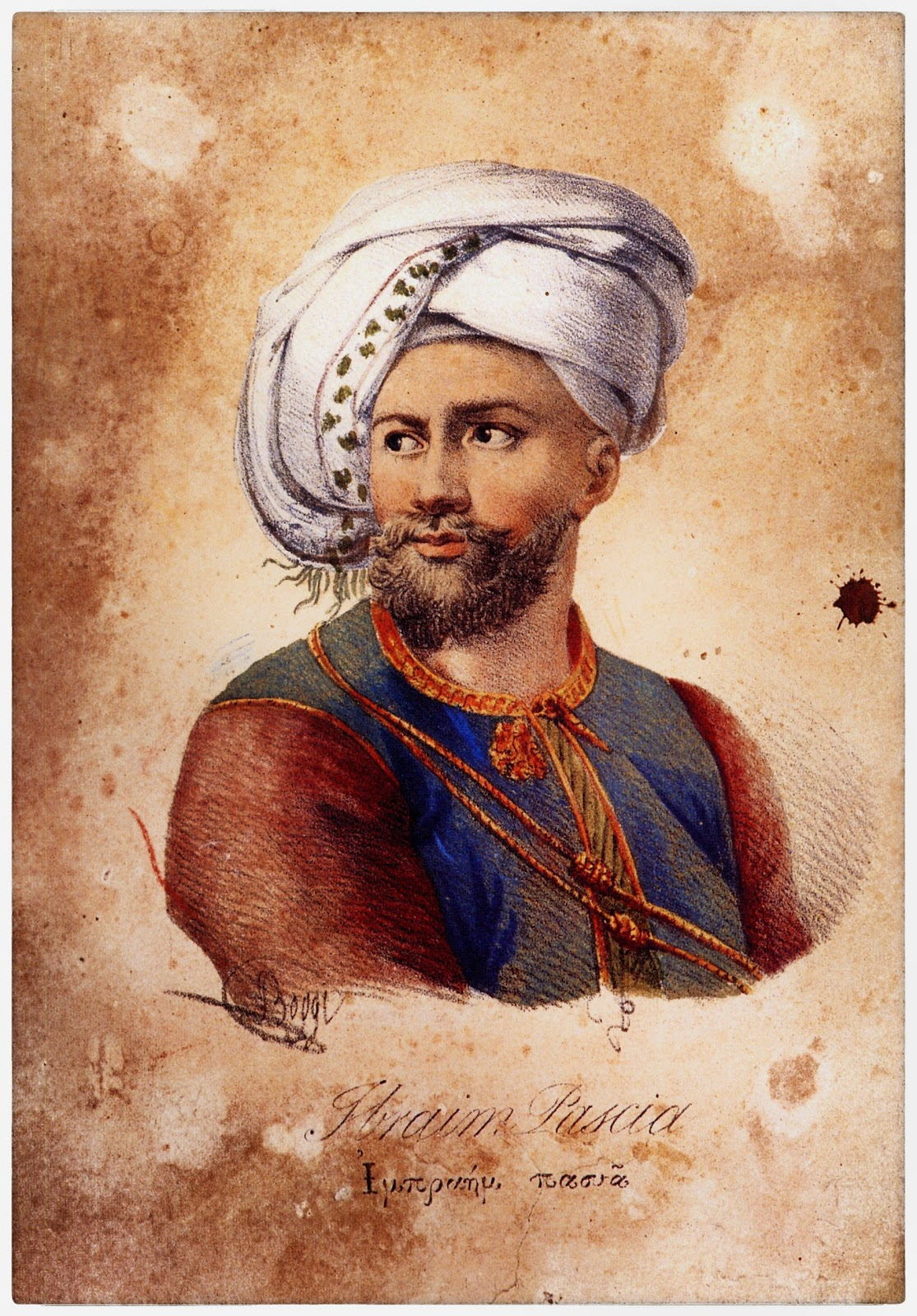
إبراهيم باشا

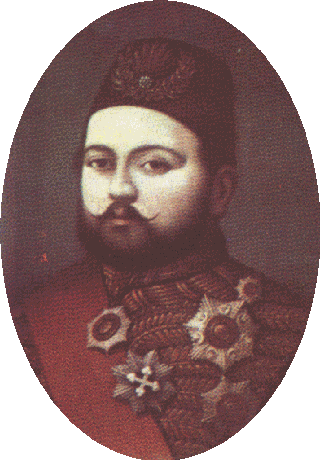
عباس حلمي الأول

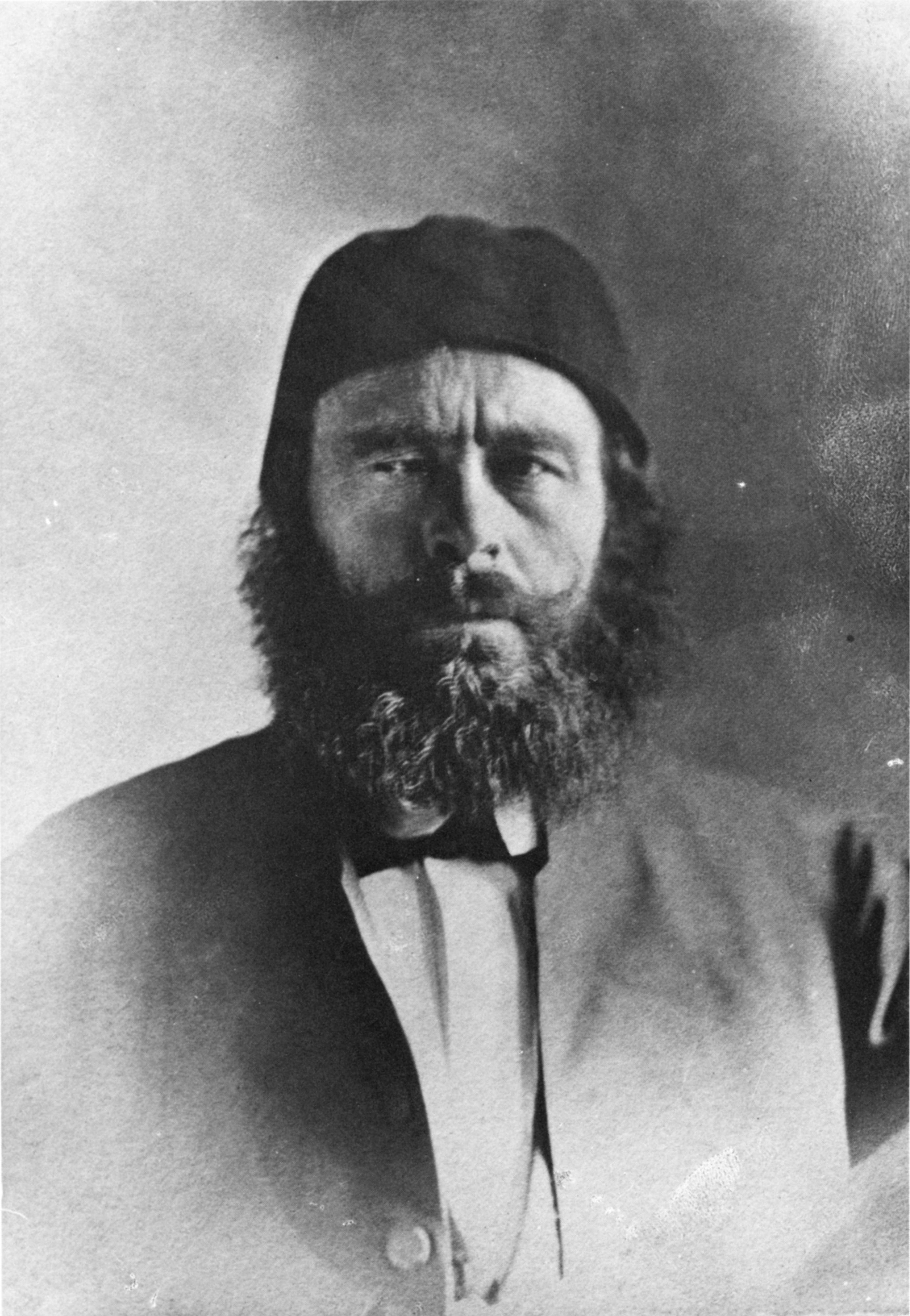
محمد سعيد باشا

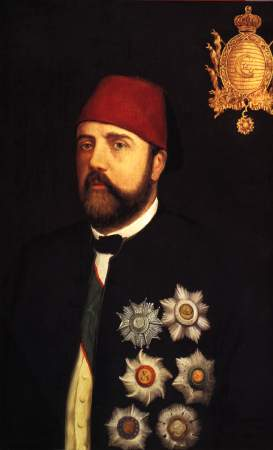
الخديوي إسماعيل

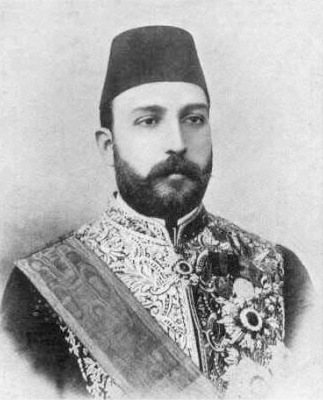
الخديوي محمد توفيق

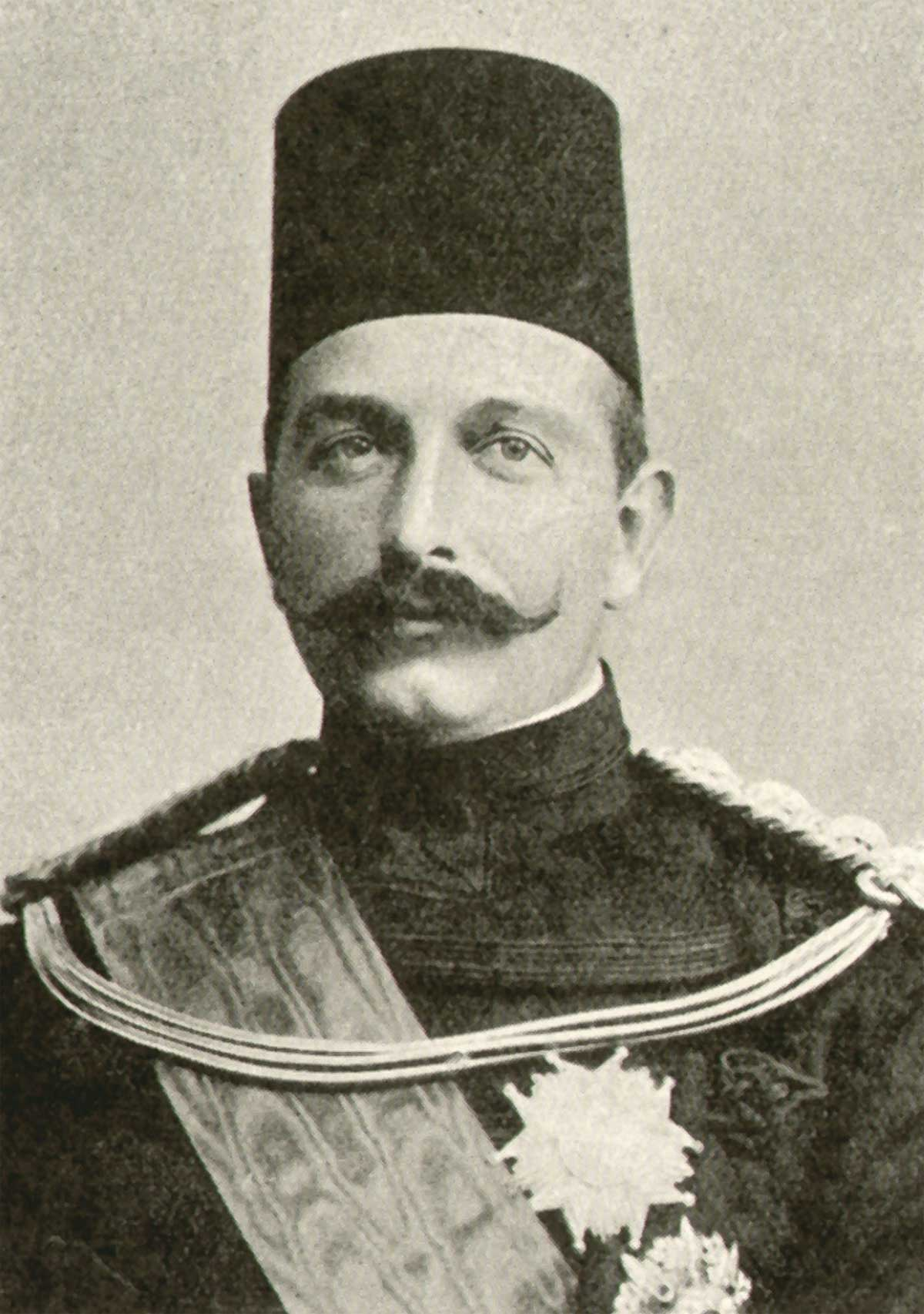
الخديوي عباس حلمي الثاني (1874 - 1944)

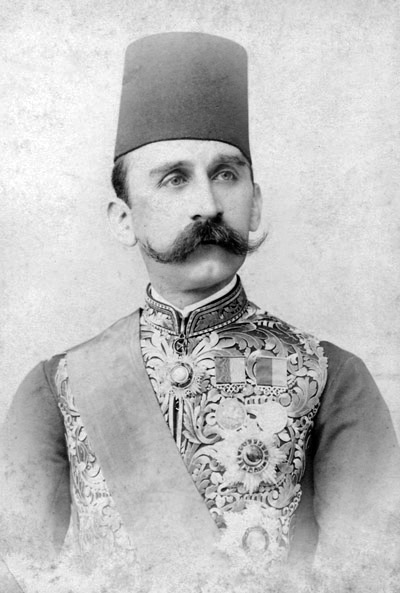
السلطان حسين كامل

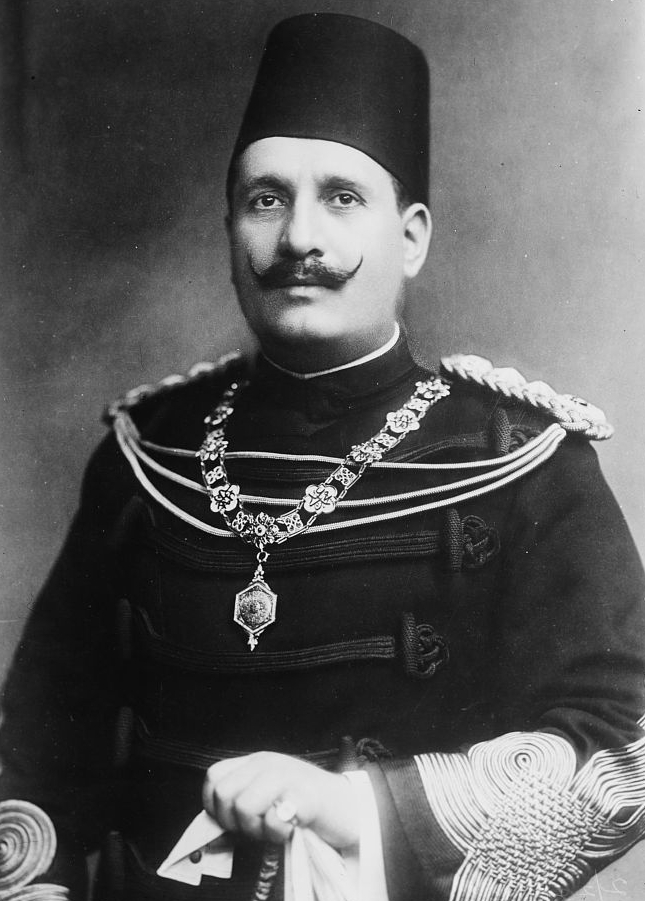
الملك فؤاد الأول

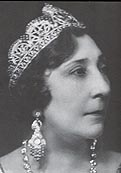
الأميرة شويكار

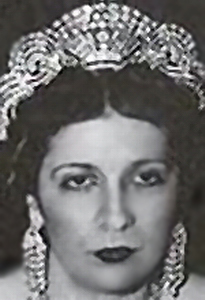
الملكة نازلي

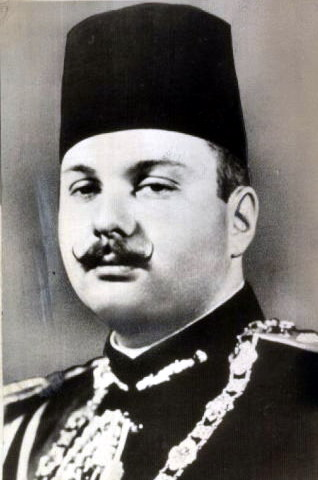
الملك فاروق الأول ملك مصر والسودان

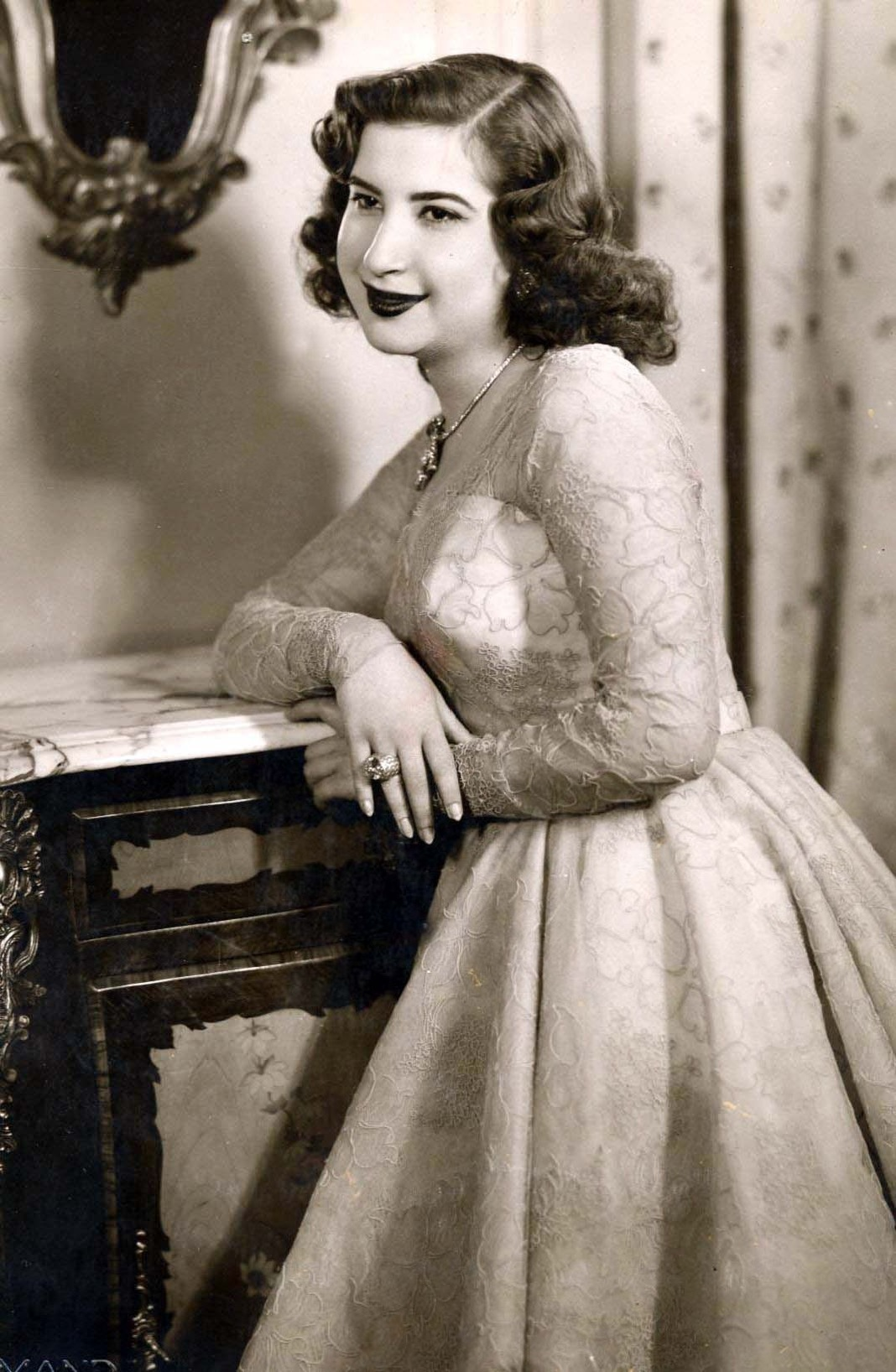
الملكة ناريمان سنة 1951

زوجات حكام مصر من عهد محمد علي حتى عهد الملك فاروق الأول

## محمد علي باشا الكبير
كانت له زوجتان:
- الأولى: أمينة هانم وهي بنت علي باشا المشهور بمصرلي من أهالي قرية نصرتلي التابعة لدراما، رزق منها محمد علي باشا الكبير خمس أولاد ثلاث أنجال وبنتين وهم: الأمير إبراهيم باشا، الأمير أحمد طوسون باشا، الأمير إسماعيل كامل باشا، الأميرة توحيدة هانم، الأميرة نازلي هانم.
- الثانية: ماه دوران هانم أو قمش قادين ولم يرزق منها أولاد.

مستولداته هم:
- أم نعمان رزق منها الأمير نعمان بك.
- عين حياة قادين رزق منها محمد سعيد باشا والي مصر.
- ممتاز قادين رزق منها الأمير حسين بك.
- ماهوش قادين رزق منها الأمير علي صديق بك.
- نام شاز قادين رزق منها الأمير محمد عبد الحليم.
- زيبة خديجة قادين رزق منها الأمير محمد علي باشا الصغير.
- شمس صفا قادين رزق منها بنتين الأميرة فاطمة هانم، الأميرة رقية هانم.
- شمع نور قادين رزق منها الأميرة زينب هانم.
- نايلة قادين لم يرزق منها أولاد.
- كلفدان قادين لم يرزق منها أولاد.
- قمر قادين لم يرزق منها أولاد.

وكان لمحمد علي باشا مستولدات أخريات كثيرات لم تحفظ لنا الوثائق الرسمية أسمائهن، وإنما حفظت أسماء أولادهن، مثل الأمير جعفر بك، وأميران باسم إسكندر بك، وأميران باسم حليم بك، وأميران باسم عبد الحليم بك، والأمير محمود بك، وأميرتان باسم رقية هانم، والأميرة سلمى هانم، والأميرة عائشة هانم، والأميرة زليخة هانم، وثلاث أميرات باسم زينب هانم.
فجملة ماكان لمحمد علي باشا من زوجات ومستولدات وأولاد: زوجتان و27 مستولدة، (وإذا كان بعض الأولاد والبنات غير المعروفة أسماء امهاتهم من ام واحده، فتكون جملة المستولدات اقل من 27)، و30 ولدًا، منهم 17 ابنًا و13 بنتًا.

## إبراهيم باشا
زوجاته ومستولداته:
- خديجة برنجي قادين ورزق منها الأمير محمد بك.
- شيوه كار قادين ورزق منها الأمير أحمد رفعت باشا.
- خوشيار قادين ورزق منها الخديوي إسماعيل.
- ألفت قادين ورزق منها الأمير مصطفى بهجت.
- كلزار قادين ولم يرزق منها أولادًا.
- سارة قادين لم يرزق منها أولادًا.

وكان لأبراهيم باشا ابنتان، الأميرة أمينة التي توفيت سنة 1829 ميلادية، والأميرة فاطمة التي ولدت في سنة 1832 ميلادية، وكلتاهما دفنت بمقابر الإمام الشافعي بالصالة الكبرى، ولعلهما رزقتا له من كلزر قادين وحدها، أو من سارة قادين وحدها أو منهما معًا.

## عباس حلمي الأول
امه كان اسمها بامبا قادن اما مستولداته فهم:
- ماهوش قادين ورزق منها الأمير إبراهيم الهامي باشا.
- شازدل قادين الجركسية ورزق منها الأمير مصطفى والأميرة حواء.
- هواية قادين ورزق منها الأمير محمد صديق والأميرة عائشة.
- همدم قادين لم يرزق منها بأولاد
- برلانته هانم .

## محمد سعيد باشا
زوجاته ومستولداته:
- انجه هانم ولم يرزق منها أولادًا.
- ملك برهانم ورزق منها ولديه الأمير محمد طوسون باشا والأمير محمود.

## إسماعيل باشا
زوجاته ومستولداته:
- فريال هانم ورزق منها الملك فؤاد الأول.
- شفق نور هانم ورزق منها الخديوي توفيق.
- نور فلك هانم ورزق منها السلطان حسين كامل.
- مثل ملك هانم ورزق منها الأمير حسن باشا.
- جانانيار هانم ورزق منها الأمير إبراهيم حلمي والأميرة زينب هانم.
- جيهان شاه قادين ورزق منها الأمير محمود حمدي.
- شهرت فزا هانم ورزق منها الأميرة توحيدة والأميرة فاطمة.
- مثل جهان قادين ورزق منها الأميرة جميلة فاضل.
- نشئة دل قادين ورزق منها الأميرة أمينة والأميرة نعمة الله.
- بزم عالم .
- جشم آفت هانم .
- حور جنان قادين ورزق منها الأميرة أمينة.
- فلك ناز قادين ورزق منها الأمير رشيد بك.
- جمال نور قادين ورزق منها الأمير علي جمال باشا.

## الخديوي محمد توفيق
- زوجته الوحيدة هي سمو الأميرة أمينة نجيبة إلهامي كريمة إبراهيم إلهامي باشا ابن عباس الأول وقد رزق منها أولاده:
- الخديوي عباس حلمي الثاني
- الأمير محمد علي باشا توفيق
- الأميرة نازلي هانم
- الأميرة خديجة هانم
- الأميرة نعمة الله.

## عباس حلمي الثاني
- الأولى: إقبال هانم وله منها ستة أولاد هم: الأمير محمد عبد المنعم، الأمير محمد عبد القادر، الأميرة أمينة، الأميرة عطية الله، الأميرة فتحية، الأميرة لطيفة شوكت.
- الثانية: جاويدان هانم ، ولم يرزق منها أولادًا، وكان تزوجها في 28 فبراير سنة 1910 ميلادية، بحضور أحمد بك شوقي أمير الشعراء، وفضيلة المفتي، لكن طلقها في 7 أغسطس سنة 1913 ميلادية، بإشهاد شرعي صدر منه أمام فضيلة الشيخ حسن البنا، رئيس محكمة الإسكندرية الشرعية، وبشهادة الشيخ بكري الصدفي، مفتي الديار المصرية، وهي مجرية الأصل شريفة النسب، أصل اسمها (الكونتس ماي توروك)، وقبل أن يعقد عليها أسلمت وسميت (جاويدان هانم بنت عبد الله).

## السلطان حسين كامل
- الأولى: الأميرة عين الحياة أحمد وهي كريمة الأميرأحمد رفعت باشا وأولاده منها:الأمير كمال الدين حسين، الأميرة كاظمة، الأميرة كاملة، الأمير أحمد كاظم.
- الثانية: السلطانة ملك جشم آفت ورزق منها الأميرة قدرية، الأميرة سميحة، الأميرة بديعة.

## فؤاد الأول
- الأولى: شويكار (أميرة) ، التي طلقها سنة 1898، بعد حادثة اعتداء أخوها الأمير أحمد سيف الدين عليه، في الكلوب الخديوي في 7 مايو سنة 1898 ميلادية، ورزق منها: الأمير إسماعيل بن فؤاد الأول الذي ولد في مدينة نابولي بإيطاليا، في سنة 1896 ميلادية، وتوفي في الإسكندرية في 6 يوليو سنة 1897 ميلادية، ودفن في مقبرة النبي دانيال، كمان رزق منها الأميرة فوقية بنت فؤاد الأول التي ولدت بسراي الزعفران، يوم الأربعاء 6 أكتوبر سنة 1897 ميلادية، وقد تزوجها محمود فخري باشا في 12 مايو سنة 1919، وتوفيت في سنة 1974 .
- الثانية: الملكة نازلي ورزق منها أولاده:
- فاروق
- فوزية
- فايزة
- فائقة
- فتحية

## فاروق الأول
- الأولى: سنة 1938 الملكة فريدة التي أنجب منها ثلاثة بنات، هن الأميرات فريال وفوزية وفادية
- الثانية: سنة 1951 ناريمان ملكة مصر القرينة التي أنجب منها الأمير أحمد فؤاد.

## أحمد فؤاد الثاني
تزوج من فضيلة (دومينيك فرانس لوب بيكار) فرنسية من أصول يهودية، وأصبحت الملكة فضيلة، ولكن انفصل عنه في التسعينات وصدر حكم طلاقهما النهائي من المحكمة السويسرية عام 2008، ورزق منها بكل من:
- محمد علي (1979)
- فوزية لطيفة (1982).
- فخر الدين (1987).